# Gymnastiek op de Olympische Zomerspelen 2016 – brug ongelijk vrouwen
De brug met ongelijke leggers voor de vrouwen op de Olympische Zomerspelen 2016 in Rio de Janeiro vond plaats op 6 augustus (kwalificatie) en op 14 augustus (finale). De Russische Alja Moestafina won het onderdeel voor de Amerikaanse Madison Kocian die het zilver pakte en de Duitse Sophie Scheder die het brons won.

## Format
Alle deelnemende turnsters moesten een kwalificatie-oefening turnen. De beste acht deelnemers gingen door naar de finale. Echter mochten er maximaal twee deelnemers per land in de finale komen. De scores van de kwalificatie werden bij de finale gewist, en alleen de scores die in de finale gehaald werden, telden.

## Uitslag

### Finale
- D-score; de moeilijkheidsgraad van de oefening
- E-score; de uitvoeringsscore van de oefening
- Straf; straffen die zijn gegeven door de jury
- Totaal; D-score + E-score - straf geeft de totaalscore

| Rang   | Naam                          | Land | D-score | E-score | Straf | Totaal |
| ------ | ----------------------------- | ---- | ------- | ------- | ----- | ------ |
| Goud   | Alja Moestafina               | RUS  | 6.800   | 9.100   |       | 15.900 |
| Zilver | Madison Kocian                | USA  | 6.700   | 9.133   |       | 15.833 |
| Brons  | Sophie Scheder                | GER  | 6.600   | 8.966   |       | 15.566 |
| 4      | Elisabeth Seitz               | GER  | 6.600   | 8.933   |       | 15.533 |
| 5      | Chunsong Shang                | CHN  | 6.700   | 8.733   |       | 15.433 |
| 6      | Jessica Brezeide Lopez Arocha | VEN  | 6.700   | 8.633   |       | 15.333 |
| 7      | Gabrielle Douglas             | USA  | 6.500   | 8.566   |       | 15.066 |
| 8      | Daria Spiridonova             | RUS  | 6.100   | 7.866   |       | 13.966 |

1952: Margit Korondi ·
1956: Ágnes Keleti ·
1960: Polina Astachova ·
1964: Polina Astachova ·
1968: Věra Čáslavská ·
1972: Karin Janz ·
1976: Nadia Comăneci ·
1980: Maxi Gnauck ·
1984: Ma Yanhong, Julianne McNamara ·
1988: Daniela Silivaș ·
1992: Lu Li ·
1996: Svetlana Chorkina ·
2000: Svetlana Chorkina ·
2004: Émilie Le Pennec ·
2008: He Kexin · 
2012: Alia Moestafina · 
2016: Alia Moestafina ·  
2020: Nina Derwael · 
2024: Kaylia Nemour